# Такана (народ)
Такана — индейский народ, проживающий в департаментах Бени и Ла-Пас в Боливии. Общая численность около 4000 человек, из которых 3000 проживает в Боливии и около 1000 человек живет в Перу. Вместе с индейцами кавиненья, чама, араона, реесано образуют языковую группу Такана, родственную пано семьи пано-такана. Распространены также язык кечуа и испанский.

## История
Такана — древний народ, испытавший на себе влияние инков, а ранее, вероятно, цивилизации Тиауанако. Контактировали с испанскими завоевателями ещё в 1537 году. В отличие от других племён, отношения с европейцами складывались мирно. Например, индейцы чама нападали на колонистов до начала XX века. Хотя с конца XVI века католические миссионеры пытаются обратить такана в христианство, в духовной культуре преобладают дохристианские представления. Такана сохраняют собственную мифологию.

## Основные занятия и быт
Хозяйственная деятельность — земледелие, рыболовство, охота. Выращивают: бананы, маис, сладкий маниок, сладкий картофель, хлопок, перец и прочее.